# کارزار ریاست‌جمهوری ۲۰۲۴ دونالد ترامپ
دونالد ترامپ، چهل و پنجمین رئیس‌جمهور ایالات متحده، کمپین انتخاباتی خود را برای رسیدن به دومین دوره غیر متوالی ریاست جمهوری در یک سخنرانی در مار-ئه-لاگو در پام بیچ فلوریدا در ۱۵ نوامبر ۲۰۲۲ اعلام کرد.
بنا بر گزارش‌ها، ترامپ از بلافاصله پس از شکست در انتخابات ریاست جمهوری آمریکا در سال ۲۰۲۰ در برابر جو بایدن، رقیب خود از حزب دموکرات، در حال بررسی نامزدی ریاست جمهوری ۲۰۲۴ بود. در هفته ۹ نوامبر ۲۰۲۰، ترامپ به سناتور جمهوری‌خواه کوین کریمر، تلویحاً اعلام کرد: «اگر این کار به نتیجه نرسد، من چهار سال دیگر دوباره کاندید خواهم شد.» در دسامبر ۲۰۲۱، سی‌ان‌ان گزارش داد که «رویکرد صبر کن و ببین ترامپ در انتخابات ۲۰۲۴، انتخابات مقدماتی بعدی ریاست جمهوری حزب جمهوری‌خواه را منجمد کرده است» و رقبای   منتظر تصمیم رسمی ترامپ در مورد این موضوع هستند. بعداً، ترامپ در جریان حمله ۶ ژانویه به کنگره ایالات متحده یک تلاش خودکودتایی ناموفق را در تلاش برای برانداختن نتیجه انتخابات و غصب اختیارات کنگره برای تأیید نتایج انتخابات و نگه داشتن ترامپ در قدرت با زور ترتیب داد.
پس از ماه‌ها گمانه‌زنی، ترامپ نامزدی خود را برای ریاست‌جمهوری در ۱۵ نوامبر ۲۰۲۲ در یک سخنرانی در جمع حامیانش در عمارت مار-ئه-لاگو در فلوریدا اعلام کرد. اعلان او با پوشش رسانه ای گسترده و واکنش متفاوتی از سوی دموکرات‌ها و جمهوری خواهان مواجه شد. برخی از دموکرات‌ها با احتیاط از این کمپین استقبال کردند و ترامپ را قابل شکست دادن می‌دانستند، در حالی که برخی دیگر با استناد به اثرات منفی آن بر دموکراسی ایالات متحده با آن مخالفت کردند. برخی از جمهوری‌خواهان، که عمدتاً متشکل از وفاداران ترامپ بودند، از کارزار انتخاباتی استقبال کردند، در حالی که برخی دیگر (از جمله بسیاری از مقامات منتخب جمهوری‌خواه) با آن مخالفت کردند و ترامپ را یک نامزد ضعیف و شکست دادنی می‌دانستند که در چند دوره انتخابات گذشته باعث شکست جمهوری‌خواهان شده بود.
اگر نامزدی ترامپ موفقیت‌آمیز باشد، او رکورد بایدن را به عنوان مسن‌ترین نامزدی خواهد شکست. اگر او دوباره با بایدن رقابت کند، این اولین مسابقه مجدد ریاست جمهوری از سال ۱۹۵۶ خواهد بود، زمانی که دوایت دی. آیزنهاور برای انتخاب مجدد در برابر آدلای استیونسون دوم نامزد و پیروز شد. اگر ترامپ بایدن را شکست دهد، پس از گروور کلیولند در سال ۱۸۹۲، دومین فردی خواهد بود که در انتخابات ریاست‌جمهوری شکست می‌خورد و سپس در انتخابات مجدد پیروز می‌شود، و همچنین دومین رئیس‌جمهور (پس از کلیولند) خواهد بود که دو دوره متوالی در این انتخابات به عنوان رئیس‌جمهور فعالیت می‌کند.
در ۳۰ مارس ۲۰۲۳، ترامپ به دلیل ۳۴ فقره کلاهبرداری ناشی از نقش او در پرداخت‌های پولی پنهانی به استورمی دنیلز بازیگر فیلم‌های پورنوگرافی قبل از انتخابات ریاست جمهوری آمریکا در سال ۲۰۱۶ متهم شد. ترامپ کیفرخواست خود را آزار و اذیت سیاسی و دخالت در انتخابات خواند. در ۹ ماه مه، ترامپ به اتهام آزار جنسی و افترا علیه روزنامه‌نگار جین کارول شناخته شد. ترامپ گفت که به این تصمیم اعتراض خواهد کرد و آن را «ساکت کردن غیرقانونی» توصیف کرد.